# Sternberg Zsigmond
Sir Sigmund Sternberg, eredeti nevén Sternberg Zsigmond (Budapest. 1921. június 2. − 2016. október 18.) magyar származású brit üzletember, filantróp, a Munkáspárt szponzora.

## Élete
1939-ben vándorolt ki az Egyesült Királyságba és 1947-ben lett brit állampolgár.
A vallások közti közeledés előremozdításában jelentős sikereket tudhat magának. Közreműködött az auschwitzi karmelita konvent körüli vita rendezésében, ő szervezte meg az első pápai látogatást egy zsinagógába, 1968-ban és tárgyalásokat folytatott a Vatikánnal Izrael állam elismeréséről.
1968-ban létrehozta a Sternberg Alapítványt (Sternberg Foundation) és társalapítója volt az 1997-ben létrehozott Three Faiths Forum nevű szervezetnek, amely a zsidók, keresztények és iszlám hitűek vallási kommunikációt szolgálja.

## Érdekesség
Ajánlására választotta 2008-ban díszpolgárának a londoni City Czakó Borbála nagykövetet, harmadik magyarként Kossuth Lajos és Habsburg Ottó után.

## Elismerései
- Templeton-díj (1998)[5]
- FIRST Responsible Capitalism Award (2009)

## Fordítás
- Ez a szócikk részben vagy egészben  a   Sigmund Sternberg című angol Wikipédia-szócikk ezen változatának fordításán alapul.  Az eredeti cikk szerkesztőit annak laptörténete sorolja fel. Ez a jelzés csupán a megfogalmazás eredetét és a szerzői jogokat jelzi, nem szolgál a cikkben szereplő információk forrásmegjelöléseként.